# العلاقات الإسرائيلية السلوفينية
العلاقات الإسرائيلية السلوفينية هي العلاقات الثنائية التي تجمع بين إسرائيل وسلوفينيا.
في يوليو 2025، فرضت سلوفينيا حظر دخول على وزير الأمن القومي الإسرائيلي إيتمار بن غفير ووزير المالية بتسلئيل سموتريتش، مما جعل إجراءاتها متسقة مع تدابير مماثلة اتخذتها دول أخرى في السابق. وبعد أيام، أعلنت سلوفينيا حظرًا شاملاً على استيراد وتصدير وعبور الأسلحة والمعدات العسكرية من وإلى إسرائيل.

## التاريخ
أقامت إسرائيل وسلوفينيا علاقات دبلوماسية في 28 أبريل 1992.
في عام 1998، وقعت إسرائيل وسلوفينيا اتفاقية بشأن تعزيز وحماية الاستثمارات والتي دخلت حيز التنفيذ في عام 1999، وفي عام 2007 وقعت إسرائيل وسلوفينيا اتفاقية بشأن تجنب الازدواج الضريبي والتي دخلت حيز التنفيذ في نفس العام. في عام 2006 زار رئيس جمهورية سلوفينيا يانيز درنوفشيك إسرائيل، وفي عام 2010 زار رئيس إسرائيل شمعون بيريز سلوفينيا. في عام 2020 صنفت سلوفينيا حزب الله كمنظمة إرهابية. في عام 2021 إحياءً لذكرى هانا سزينيس، هبط المظليون الإسرائيليون بالمظلات في سلوفينيا. في عام 2024 زار زعيم المعارضة ورئيس الوزراء السابق لسلوفينيا يانيز يانشا إسرائيل ووعد بنقل السفارة السلوفينية إلى القدس إذا أصبح رئيسًا للوزراء مرة أخرى.
في 17 يوليو 2025، أعلنت حكومة سلوفينيا وزير الأمن القومي الإسرائيلي إيتمار بن غفير ووزير المالية بتسلئيل سموتريتش " شخصين غير مرغوب فيهما " بسبب دورهما في انتهاكات حقوق الإنسان ضد الفلسطينيين. في 30 يوليو 2025، أعلنت الحكومة السلوفينية حظرًا كاملاً على استيراد وتصدير ونقل الأسلحة والمعدات العسكرية من وإلى إسرائيل .
في 7 أغسطس 2025، أعلنت حكومة سلوفينيا حظر استيراد للبضائع من المستوطنات الإسرائيلية في الضفة الغربية المحتلة، ذكرت الحكومة أن هذه الخطوة تأتي ردًّا على "سياسة الحكومة الإسرائيلية التي تقوّض فرص السلام الدائم".

## مقارنة بين البلدين
هذه مقارنة عامة ومرجعية للدولتين:
| وجه المقارنة                                              | إسرائيل                                                             | سلوفينيا                                                      |
| --------------------------------------------------------- | ------------------------------------------------------------------- | ------------------------------------------------------------- |
| المساحة (كم2)                                             | 20.77 ألف                                                           | 20.27 ألف                                                     |
| عدد السكان (نسمة)                                         | 8.89 مليون                                                          | 2.07 مليون                                                    |
| الكثافة السكانية (ن./كم²)                                 | 428.02                                                              | 102.12                                                        |
| العاصمة                                                   | تل ابيب                                                             | ليوبليانا                                                     |
| اللغة الرسمية                                             | اللغة العبرية، اللغة العربية                                        | اللغة السلوفينية، اللغة الإيطالية، لغة مجرية                  |
| العملة                                                    | شيكل إسرائيلي جديد، شيكل إسرائيلي قديم، جنيه فلسطيني، جنيه إسرائيلي | يورو، تولار سلوفيني                                           |
| الناتج المحلي الإجمالي (بليون دولار)                      | 350.85 مليار                                                        | 48.77 مليار                                                   |
| الناتج المحلي الإجمالي (تعادل القوة الشرائية) بليون دولار | 306.51 مليار                                                        | 66.01 مليار                                                   |
| الناتج المحلي الإجمالي الاسمي للفرد دولار أمريكي          | 35.73 ألف                                                           | 20.73 ألف                                                     |
| الناتج المحلي الإجمالي للفرد دولار أمريكي                 | 36.58 ألف                                                           | 30.40 ألف                                                     |
| مؤشر التنمية البشرية                                      | 0.899                                                               | 0.880                                                         |
| رمز المكالمات الدولي                                      | +972                                                                | +386                                                          |
| رمز الإنترنت                                              | .il                                                                 | .si                                                           |
| المنطقة الزمنية                                           | توقيت إسرائيل، Israel Summer Time ‏                                  | توقيت وسط أوروبا، ت ع م+01:00، ت ع م+02:00، أوروبا/ليوبليانا ‏ |

## منظمات دولية مشتركة
يشترك البلدان في عضوية مجموعة من المنظمات الدولية، منها:
| علم المنظمة | اسم المنظمة                               | تاريخ انضمام إسرائيل | تاريخ انضمام سلوفينيا |
| ----------- | ----------------------------------------- | -------------------- | --------------------- |
|             | مؤسسة التنمية الدولية                     | 22 ديسمبر 1960       | 25 فبراير 1993        |
|             | منظمة التعاون الاقتصادي والتنمية          | 7 سبتمبر 2010        | ?                     |
|             | الأمم المتحدة                             | 11 مايو 1949         | 22 مايو 1992          |
|             | منظمة التجارة العالمية                    | 21 أبريل 1995        | ?                     |
|             | منظمة الشرطة الجنائية الدولية             | ?                    | ?                     |
|             | المركز الدولي لتسوية المنازعات الاستشارية | 22 يوليو 1983        | 6 أبريل 1994          |
|             | الاتحاد الدولي للاتصالات                  | 24 يونيو 1948        | 16 يونيو 1992         |
|             | الفريق المعني برصد الأرض                  | ?                    | ?                     |
|             | البنك الدولي للإنشاء والتعمير             | 12 يوليو 1954        | 25 فبراير 1993        |
|             | الاتحاد البريدي العالمي                   | ?                    | ?                     |
|             | مؤسسة التمويل الدولية                     | 26 سبتمبر 1956       | 25 فبراير 1993        |
|             | وكالة ضمان الاستثمار متعدد الأطراف        | 21 مايو 1992         | 19 مارس 1993          |
|             | يونسكو                                    | 16 سبتمبر 1949       | 27 مايو 1992          |

## وصلات خارجية
- موقع وزارة الخارجية الإسرائيلية
- موقع وزارة الخارجية السلوفينية